# Paridris karnatakensis
Paridris karnatakensis är en stekelart som beskrevs av Sharma 1982. Paridris karnatakensis ingår i släktet Paridris och familjen Scelionidae. Inga underarter finns listade i Catalogue of Life.